# 青木賢人

青木 賢人（あおき たつと、1969年10月 - ）は、地形学、地域防災などを専門とする、日本の地理学者、金沢大学人間社会研究域地域創造学系准教授。

## 経歴
東京都練馬区生まれ。
1988年に神奈川県立麻溝台高等学校から東京学芸大学教育学部初等教育教員養成課程社会専攻に進み、1992年に木曽駒ヶ岳の氷河・周氷河地形の地形発達史で卒業論文を書いて卒業し、1年間研究生として大学に残った後、1993年に東京大学大学院理学系研究科修士課程に入学した。
1995年に「中央アルプス・南アルプスにおける新期氷河地形の分布・編年とその形成環境」で修士（理学）を取得し、第１種博士課程に進学、2000年3月に「日本列島中部山岳地域における第四紀末期の氷河地形発達史」により博士（理学）を取得した。博士号取得後、東京大学大学院理学系研究科研究生となったが、8月には社会福祉法人恩賜財団母子愛育会のリサーチレジデントとして東京大学空間情報科学研究センターに所属し、2001年には日本学術振興会特別研究員DCとして北海道大学低温科学研究所の所属となって、2002年4月まで在籍した。
2001年には、3月には論文「Late Quaternary Equilibrium Line Altitude in the Kiso Mountain Range, Central Japan」により日本地理学会研究奨励賞を、8月には論文「10Be露出年代法を用いた氷成堆積物の形成年代の測定」により日本第四紀学会学会賞を受賞した。
2002年5月に金沢大学文学部史学科地理学コース助教授となり、併せて大学院文学研究科修士課程、および、大学院自然科学研究科博士後期課程の担当ともなった。また、2004年から2016年まで、東京大学空間情報科学研究センター客員助教授を併任した。2005年3月には金沢大学自然計測応用研究センターの兼任となったが、このセンターは、2007年に環日本海域環境研究センターに改組された。
2007年には制度変更により准教授となり、2008年には金沢大学の改組に伴って、人間社会研究域人間科学系所属、人間社会学域地域創造学類環境共生コース専任、人間社会学域人文学類人間科学コース地理学専門分野準専任となった。
2012年には金沢大学大学院人間社会環境研究科博士前期課程地域創造学専攻担当となった。
2023年9月にはモロッコ地震に現地で遭遇し、専門家として情報発信した。
この間、白山手取川ジオパークの取り組みに推進協議会学術会議委員として貢献したとして、2023年のユネスコ世界ジオパークの認定など踏まえ、長谷川卓、平松良浩とともに、白山市市政功労者表彰（文化賞）を受けた。
2024年には、1月の能登半島地震 (2024年)や、9月の能登半島豪雨に際して、地元である金沢大学に所属する専門家として、さまざまな形で情報発信をした。

## おもな著書

### 共編著
- （小泉武榮との共編著）日本の地形レッドデータブック 第1集、古今書院、1994年（新装版、2000年）
- （小泉武榮との共編著）日本の地形レッドデータブック 第2集、古今書院、2002年
- （日本地理学会災害対応委員会、平井幸弘との共編著）温暖化と自然災害 世界の六つの現場から、古今書院、2009年